# Oeyreluy
Oeyreluy (gaskonsko Ueire Lui) je naselje in občina v francoskem departmaju Landes regije Akvitanije. Naselje je leta 2011 imelo 1.618 prebivalcev.

## Geografija
Kraj leži v pokrajini Gaskonji ob reki Luy, 5 km jugozahodno od središča Daxa.

## Uprava
Občina Oeyreluy skupaj s sosednjimi občinami Bénesse-lès-Dax, Candresse, Dax, Heugas, Narrosse, Saint-Pandelon, Saugnac-et-Cambran, Seyresse, Siest, Tercis-les-Bains in Yzosse sestavlja kanton Dax-Jug s sedežem v Daxu. Kanton je sestavni del okrožja Dax.

## Zanimivosti
- romanska cerkev sv. Petra;